# Rødhåd
Rødhåd (eigentl. Mike Bierbach, * 1984) ist ein deutscher Techno-DJ und Musikproduzent aus Berlin.

## Leben
Mike Bierbach wuchs in Berlin-Hohenschönhausen auf und war zunächst als Bauzeichner tätig. An den Wochenenden legte er auf kleineren Partys auf. 2009 begann er mit einer eigenen Partyreihe Dystopian im Arena Club. Seit 2010 legt er regelmäßig im Berghain auf. 2012 gründete er, gemeinsam mit zwei weiteren Freunden, sein eigenes Label Dystopian. Es kamen nun größere Auftritte und Festivalanfragen, darunter Time Warp, Awakenings, Th!nk?, Utopia Island, SEMF, Melt oder das Tomorrowland. 2017 erschien sein Debütalbum Anxious.
Im Jahr 2017 gründete er ein zweites Label, welches er nach seinem Studio WSNWG benannte. In diesem fokussiert er sich neben wenigen Albumproduktionen auf verschiedene Kollaborationsprojekte mit befreundeten Künstlern wie bspw. Ø [Phase], JakoJako und Rene Wise. Hervorzuheben ist die Zusammenarbeit mit dem Künstler Vril, durch welche das Kooperationsprojekt „Out Of Place Artefacts“ entstand, welches sich fernab der gängigen Techno-Beatstruktur ansiedelt. Mit der Begründung des Fokus auf sein neues Label und im Einklang mit den anderen Mitwirkenden wurde das Label Dystopian im Jahre 2023 eingestampft.

## Diskografie

### Alben
- 2017: Anxious
- 2020: Mood

### Singles und EPs (Auswahl)
- 2012: Blindness EP
- 2012: 1984 EP
- 2013: Spomeniks EP
- 2014: Red Rising EP
- 2014: Haumea EP
- 2015: Söhne der Erde EP
- 2015: Kinder Der Ringwelt EP
- 2022: Alternations EP